# Friedrich Unger (Maler)
Johann Friedrich August Unger (* 11. April 1811 in Hof; † 16. Dezember 1858 in Nürnberg) war ein deutscher Maler und Zeichner.

## Leben
Schon in sehr frühen Kinderjahren zeigte sich die künstlerische Begabung des Tuchmachersohnes. Nach dem Besuch des Gymnasiums seiner Heimatstadt besuchte er von 1825 bis 1827, auf Kosten der Freiin von Reitzenstein auf Konradsreuth, die Bildungs- und Erziehungsanstalt in Keilhau, die von Friedrich Fröbel gegründet und geleitet wurde. Anschließend studierte er in München in der Klasse Historienmalerei an der Königlichen Akademie der Bildenden Künste in München, dessen Direktor zu jener Zeit Peter von Cornelius war.
Nach dem Studium hielt er sich für kurze Zeit in Hof auf und ging dann zu Friedrich Fröbel nach Blankenburg (heute Bad Blankenburg, wo dieser seine Anstalt zur Pflege des Beschäftigungstriebes der Kindheit und Jugend errichtet hatte,um seine Kunst in den Dienst der großen Erziehungsideen Fröbels zu stellen (Prüfer 1919, S. X). Dort fertigte er Zeichnungen an für Fröbels 'Sonntagsblatt' und für die 'Gaben', er lithographierte und druckte sogar mit in der 'Verlagsbuchhandlung der Kinderbeschäftigungsanstalt'. Daneben erteilte er wöchentlich zweimal je zwei Stunden Zeichenunterricht in Keilhau (Prüfer 1911, S. 128).
Als Friedrich Fröbel seine Mutter- und Koselieder entwarf, gehörte Friedrich Unger, neben Robert Kohl, mit zu den Gestaltern dieses Familienbuches. Er zeichnete für  die Illustrationen, ganz im Stile der romantischen Malerschule und für dessen Herstellung er die Lithographie wählte, verantwortlich:
Immer neue Schönheiten entdeckt man, immer neue sinnige Motive, je länger man hinschaut. Um nur eins heraus zu greifen! Die reizvolle Umgebung Blankenburg ist unauffällig in viele Bilder hineingewebt (Prüfer 1919, S. XI).
Die Freundschaft zwischen Friedrich Fröbel und Friedrich Unger ging in die Brüche. Daraufhin ist der Künstler in eine existentielle Krise und bittere Not geraten. Er ging nach Nürnberg, wo ein Bruder und eine Schwester von ihm lebten. Dort fand er eine Beschäftigung als Hausmeister am Germanischen Museum. Diese Stelle sicherte ihm ein geregeltes Einkommen, wenn ihn auch die Tätigkeit nicht erfüllte. Vergeblich bewarb er sich auf eine freigewordene Anstellung als Museumszeichner.
Friedrich Unger sah sich in einer ausweglosen Situation und die vielen Enttäuschungen, die er erlebt, hatten seinen Geist gebrochen, und in einem Anfall von Hypochondrie machte er am 16. Dezember 1858 seinem Leben ein Ende (Prüfer 1919, S. X).
Die künstlerische nachweisbare Hinterlassenschaft Friedrich Ungers ist nicht sehr groß. Es wird vermutet, dass er mitgeholfen haben könnte, die Wandbilder mit Szenen aus der bayerischen Geschichte in den Hofgartenarkaden der Münchner Residenz zu malen (vgl. Konrad 2006, S. 32). Für die Kirche in Keilhau zeichnete er ein Altarbild, im Stil der Nazarener und in Anlehnung an Johann Friedrich Overbeck Gemälde Christus segnet die Kinder. Das Museum Bayerisches Vogtland bewahrt wenige Porträts und Lithographien des Künstlers.

## Weblink
- http://www.opus-bayern.de/uni-wuerzburg/volltexte/2007/2136/pdf/Textband.pdf (PDF-Datei; 1,12 MB)

| Personendaten    | Personendaten                                       |
| ---------------- | --------------------------------------------------- |
| NAME             | Unger, Friedrich                                    |
| ALTERNATIVNAMEN  | Unger, Johann Friedrich August (vollständiger Name) |
| KURZBESCHREIBUNG | deutscher Maler und Zeichner                        |
| GEBURTSDATUM     | 11. April 1811                                      |
| GEBURTSORT       | Hof                                                 |
| STERBEDATUM      | 16. Dezember 1858                                   |
| STERBEORT        | Nürnberg                                            |